# Pacatuba, Ceará
Pacatuba este un oraș în statul Ceará (CE) din Brazilia.